# Franz Schneeweiß (Maler)
Franz Schneeweiß (* 6. Mai 1926 in Villach; † 27. Februar 1982) war ein österreichischer akademischer Maler und Bildhauer.

## Leben

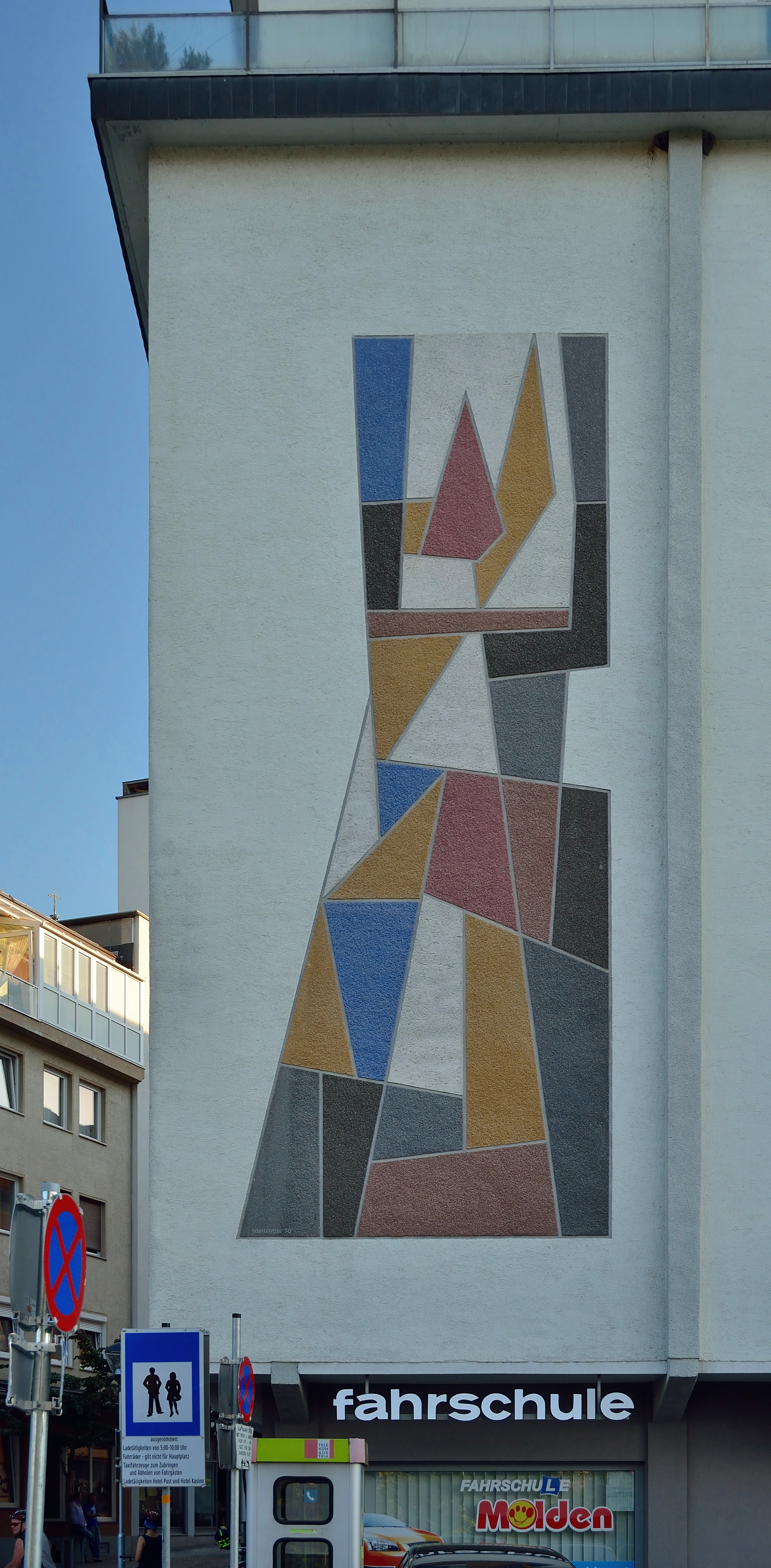
"Kunst am Bau"
Franz Schneeweiß 1970

Eigentlich wollte Franz Schneeweiß Lehrer werden, daher absolvierte er die Lehrerausbildungsanstalt. Nach dem Krieg entschied er sich allerdings für die Künstlerlaufbahn und hat sich im Laufe seiner Schaffensperiode einen Namen als Maler und Plastiker gemacht. Er war ein Schüler von Willi Zunk. Seine Werke sind vielfältig, von Aquarellen über Akte und Porträts, bis Landschaftsbilder, Mosaike und Fassadengestaltungen spannt sich der Bogen. Schneeweiß arbeitete sowohl gegenständlich als auch abstrakt.
Er war Mitbegründer der „Gesellschaft zur Förderung neuer Kunst – Gruppe 508“ und als dieser Herausgeber von Kunst- und Literaturpublikationen. Schneeweiß nahm an der Ausstellung der 1. Großen Österreichischen Kunstausstellung im Künstlerhaus in Wien und im Künstlerhaus in Klagenfurt teil. Ihm wurde der Professorentitel verliehen.
Für sein Wirken wurde ihm der Professorentitel verliehen. Seit dem Jahr 1987 gibt es im Villacher Stadtteil St. Leonhard einen Franz-Schneeweiß-Weg.
„Die Ernte der mehr als dreißigjährigen Bestrebungen des Kärntner Künstlers Franz Schneeweiß ist ein reiches Opus von malerischen und bildhauerischen Kunstwerken, das nicht nur dem Umfang nach vielseitig, sondern auch in seinem Formenausdruck mannigfaltig ist. … Seine Landschaften in Aquarell wie auch seine anatomisch durchgestalteten Akte sind richtige Schulbeispiele einer guten Malkunst …. Seine Kunst ist nicht extremistisch, nicht exklusiv, sondern sie spricht, wie jede mit Humanismus durchdrungene Schöpfung, den Menschen, seine Vernunft und sein Gemüt an.“, schreibt der slowenische Kunsthistoriker Cene Avguštin (1923–2010) in einem Buch über den Maler Franz Schneeweiß.
„In Villach hat Franz Schneeweiß einige Gebäudefassaden gestaltet. Zum Beispiel das ,Europa-Fresko‘ am Heimat-Gebäude in der Ossiacher Zeile, das monumentale ,Sgraffito‘ am Röntgenblock oder den ,Heimkehrer‘ aus der Kriegsgefangenschaft am Wohnblock Ludwig Walter Straße/Ossiacher Zeile“, sagt Kulturreferent Bürgermeister Günther Albel. „Auch die Brunnenplastiken im Schillerpark und in der Emil-von-Behring-Straße sind Franz-Schneeweiß-Werke. Es befinden sich außerdem zahlreiche Gemälde des Künstlers im Besitz unserer Stadt. Einige sind in öffentlich zugänglichen Räumen des Rathauses zu besichtigen.“ Die Bronzeplastik „Dreiländer Symbol“ – ein Geschenk des Künstlers an seine Heimatstadt – fand im Skulpturenpark beim Dinzlschloss einen Ehrenplatz.

## Werke (Auswahl)

Relief an der Süd-Wand der Aufbahrungshalle am Ferlacher Parkfriedhof

- Relief an der Süd-Wand der Aufbahrungshalle am Ferlacher Parkfriedhof
- "Kunst am Bau" in der Widmanngasse 2 in Villach

## Publikationen
als Herausgeber und typografischer Gestalter (Auswahl):
- Hans Leb, Ich binde das Reis. Gedichte aus zehn Jahren. Villach, 1961
- Heinz Pototschnig, Schatten schrägen ins Licht. Lyrik. Villach, 1961
- Wilhelm Rudnigger, Gedichte mit doppeltem Boden. Villach, 1961
- Neues Kärnten. o. O., o. J.
- Die Drau, Kärntner Kunstalmanach. Villach, o. J.(1975)
- Bildende Kunst und Architektur, 25 Jahre Gesellschaft zur Förderung neuer Kunst. Villach, o. J.  (1975)